# 小林孝雄
小林 孝雄（こばやし たかお）は、日本の経済学者。東京大学大学院経済学研究科教授、アジア・ファイナンス学会会長、日本ファイナンス学会副会長、MPTフォーラム会長。

## 経歴
東京大学工学部卒業。スタンフォード大学経営大学院博士課程修了（Ph.D.）。ハーバード・ビジネス・スクール研究専任助教授、東京大学経済学部助教授、同教授を経て、1996年から東京大学大学院経済学研究科教授。